# Olly Holzmann
Olly Holzmann (* 31. Oktober 1916 in Wien, Österreich-Ungarn als Olga Holzmann; später Olga Orley; † August 1995 in London) war österreichische Landesmeisterin im Eiskunstlauf, Tänzerin und Filmschauspielerin.

## Leben und Filme
Ihr Filmdebüt gab Olly Holzmann 1939 in dem von Erich Engel inszenierten Spionagefilm Hotel Sacher, in dem sie – neben Sybille Schmitz, Willy Birgel und Wolf Albach-Retty – in einer kleinen Nebenrolle auftrat. In ihrem zweiten Film, Frau im Strom (1939), spielte sie die Freundin eines Autoschlossers (Attila Hörbiger), der sich in eine lebensmüde Unbekannte verliebt, die er aus dem Donaukanal fischt (Hertha Feiler). Eine erste größere Rolle bekam Olly Holzmann 1940 in Carl Heinz Wolffs Film Tipp auf Amalia, in dem sie ein Stubenmädchen spielt, dessen Leben durch eine unverhoffte gemeinsame Erbschaft mit dem dreier anderer Dienstboten (Lotte Werkmeister, Oscar Sabo und Jaspar von Oertzen) verbunden wird. Der kommerziell erfolgreichste Film, in dem Olly Holzmann mitwirkte, war Géza von Bolvárys Liebesfilm Wiener G’schichten (1940), in dem sie neben Marte Harell, Paul Hörbiger und Hans Moser wiederum in einer Nebenrolle zu sehen war. Im selben Jahr folgte in Hubert Marischkas Verwechslungslustspiel Sieben Jahre Pech die erste Hauptrolle. An der Seite von Hans Moser und Theo Lingen verkörperte Olly Holzmann hier eine junge Frau, deren Verehrer (Wolf Albach-Retty) sich vom Pech verfolgt glaubt und darum nicht wagt, ihr einen Antrag zu machen. In dem Kriminalfilm Fünftausend Mark Belohnung (1942) spielte sie anschließend die Frau eines Amateurkriminalisten (Martin Urtel), die ihren Mann überehrgeizig in allerhand Schwierigkeiten treibt.
Mit ihrem ausgeprägten Temperament, sprudelnder Lebensfreude, österreichischem Charme, ihrem dunklen Haar und ihrem durchschnittlichen, aber netten Gesicht war Olly Holzmann ganz auf den Typus der „Mizzi“, des „Wiener Mädels“ festgelegt, der in den 1930er und 1940er Jahren von vielen Darstellerinnen verkörpert wurde. Wenn sie noch heute einem größeren Publikum ein Begriff ist, so liegt dies vor allem an ihrer Hauptrolle in Géza von Cziffras aufwändig inszeniertem Eisrevuefilm Der weiße Traum (1943), in dem die Schauspielerin, die im Eiskunstlauf bei Landesmeisterschaften teilnahm, erstmals auch ihr sportliches Können zeigen konnte. Ihr Filmliebhaber war hier wieder Wolf Albach-Retty – dem sie privat aus dem Wege ging –, während sie auf dem Eis mit dem Weltmeister Karl Schäfer zu sehen ist. Olly Holzmanns drei letzten Filme wurden zwar noch vor Kriegsende abgedreht, aber erst später uraufgeführt (sogenannte Überläufer): In dem Lustspiel Erzieherin gesucht spielt sie ein Mannequin, das für eine Freundin als Erzieherin eines fünfjährigen Jungen einspringt und den drei Onkeln ihres Zöglings (Ernst von Klipstein, Wolfgang Lukschy und Fritz Wagner) gehörig den Kopf verdreht. In der musikalischen Komödie Liebe nach Noten überzeugt sie einen von Frauen umschwärmten Komponisten (Rudolf Prack) davon, dass Frauen nicht nur Verführungsmaterial sind, sondern auch komponieren können. In der Liebeskomödie Im Tempel der Venus war sie neben Olga Tschechowa und Willy Birgel noch einmal in einer Nebenrolle zu sehen. Olga Holzmann stand 1944 in der Gottbegnadeten-Liste des Reichsministeriums für Volksaufklärung und Propaganda.
Olly (Ilona) Holzmann war zweimal verheiratet. Ihre erste Ehe war mit dem antifaschistischen Sportjournalisten Alexander Meisel (1904–1942), einem Bruder von Josef Meisel. Holzmann trat nach den Februarkämpfen 1934 am 28. März 1934 in die Evangelische Kirche A.B. (Gemeinde 1. Wien, Dorotheergasse 16) ein. Sie wurde am 21. August 1934 mit Meisel getraut, der am 7. April 1934 ebenfalls in die Evangelische Kirche A.B. eingetreten war. Alexander Meisel wurde nach dem „Anschluss Österreichs“ an das nationalsozialistische Deutsche Reich 1938 mit einem der ersten Transporte am 13. Mai 1938 in das Konzentrationslager Dachau in "Schutzhaft" genommen. Am 31. Oktober 1938 wurde er neuerlich verhaftet und von der Gestapo erkennungsdienstlich erfasst. Am 24. Februar 1942 kam er in das Konzentrationslager Sachsenhausen, wo er am 3. März 1942 starb.
Das Kriegsende erlebte Ilona Holzmann in Kleinmachnow. Ihrem zweiten Mann, dem amerikanischen Offizier Alexander Orley, einem Autorennfahrer und Exportkaufmann, begegnete sie 1945 im zerbombten Berlin. Zu diesem Zeitpunkt spielte sie noch ein wenig Theater (Die Tribüne, 1946). Mit ihrem Mann, ihrer Tochter und ihrem Sohn lebte sie anschließend auf einer Karibikinsel, die sie nach dem Tode ihres Mannes (1975) jedoch verließ, um in ihre Heimatstadt Wien zurückzukehren.

## Filmografie
- 1939: Hotel Sacher (Erich Engel) : Franzi
- 1939: Frau im Strom (Gerhard Lamprecht) : Hedi, Alois’ Freundin
- 1939: Mutterliebe (Gustav Ucicky) : Hanna Pirlinger
- 1939: Das Glück wohnt nebenan (Hubert Marischka) : Mizzi Pichler, Schneiderin
- 1939: Meine Tante – Deine Tante (Carl Boese) : Tony Köster
- 1939: Das jüngste Gericht (Franz Seitz)
- 1939: Tip auf Amalia (Carl Heinz Wolff)
- 1940: Wiener G’schichten (Géza von Bolváry) : Mizzi
- 1940: Sieben Jahre Pech (Ernst Marischka) : Gertie Teisinger
- 1940: Herzensfreud – Herzensleid (Hubert Marischka) : Mizzi Hell
- 1942: Fünftausend Mark Belohnung (Philipp Lothar Mayring) : Ursula Kettner
- 1943: Der weiße Traum (Géza von Cziffra) : Liesl Strolz
- 1944: Hundstage (Géza von Cziffra)
- 1944/47: Liebe nach Noten (Géza von Cziffra) : Anni Schmidt
- 1944/48: Im Tempel der Venus (Hans H. Zerlett) : Brigitte Voß
- 1945/50: Erzieherin gesucht (Ulrich Erfurth) : Käthe Lohmann, Mannequin